# 강원원주혁신도시
강원원주혁신도시(江原原州革新都市, 영어: Gangwon Wonju Innovation City)는 강원특별자치도 원주시 일원에 조성된 혁신도시이다.

## 배경
대한민국 「공공기관 지방이전에 따른 혁신도시 건설 및 지원에 관한 특별법」에 따라 노무현 정부부터 설치가 추진된 혁신도시의 일종이다. 2005년 12월 23일, 입지선정위원회에 결정에 따라 다른 9개 지역과 함께 혁신도시 입주가 확정되었다. 도내에서 함께 경쟁하던 춘천시와 강릉시를 물리치고 선정된 바 있다.

## 공공 기관
| - 한국광물자원공사(2015년 6월 이전) - 대한석탄공사(2014년 12월 이전) - 한국관광공사(2014년 12월 이전) - 국립공원관리공단(2017년 4월 이전) | - 국민건강보험공단(2015년 12월 이전) - 도로교통공단(2015년 12월 이전) - 한국광해관리공단(2015년 6월 이전) - 한국보훈복지의료공단(2013년 1월 이전) | - 국립과학수사연구원(2013년 11월 이전) - 건강보험심사평가원(2015년 12월 이전) - 한국지방행정연구원(2016년 12월 이전) - 대한적십자사(2014년 5월 이전) |

## 교통
강원원주혁신도시 내 도로 대중교통으로 원주시내버스 5-2번 6번, 7번, 13번, 16번, 16-1번, 18번, 51번, 100번과 100-2번 등이 경유하고 있다. 한편, 서울고속버스터미널행 고속버스가 강원원주혁신도시와 원주기업도시를 경유하여 운행하고 있다.

### 도로
강원원주혁신도시의 주요 원주시도로 혁신로, 양지로 등이 있다.

### 철도
강원원주혁신도시 내 중앙선 반곡역이 위치하였으나 중앙선 서원주~제천 구간 개량이 완료됨에 따라 선로를 이설하여 폐역하였다. 이에 따라 강원원주혁신도시 내 가장 가까운 철도역은 도상 약 6.5km 거리에 위치한 중앙선 원주역이다.

## 교육
- 고등학교

|  | - 원주여자고등학교 |

- 중학교

|  | - 버들중학교 |

- 초등학교

|  | - 반곡초등학교 - 버들초등학교 | - 봉대초등학교 |

- 특수학교

|  | - 봉대가온학교 |

## 같이 보기
- 원주시
- 반곡관설동